# Marco Martins
 (mars 2018).
Si vous disposez d'ouvrages ou d'articles de référence ou si vous connaissez des sites web de qualité traitant du thème abordé ici, merci de compléter l'article en donnant les références utiles à sa vérifiabilité et en les liant à la section « Notes et références ».
Marco Martins, né à Lisbonne en 1972, est un réalisateur portugais.

## Biographie
Diplômé de l'École supérieure de théâtre et de cinéma (Lisbonne) en 1994, il est d'abord assistant producteur, notamment pour Wim Wenders (Lisbonne Story) et Pedro Costa (Casa de Lava), tout en réalisant courts-métrages et publicités.
Son premier long-métrage, Alice, est un succès critique et public, présenté à la Quinzaine des Réalisateurs du Festival de Cannes 2005 et lauréat du Globo de Ouro du meilleur film portugais. Saint Georges, présenté dans la section Horizons de la Mostra de Venise 2016, est nommé quatorze fois aux Prix Sophia 2018. Nuno Lopes, acteur principal dans ces deux films, a lui aussi été primé à Lisbonne et Venise.

## Filmographie
- 2005 : Alice
- 2009 : Como Desenhar um Círculo Perfeito (pt)
- 2016 : Saint Georges (São Jorge)